# Боннель, Жозеф
Жозеф Боннель (фр. Joseph Bonnel; 4 января 1939, Флорансак — 13 февраля 2018, Пезенас) — французский футболист, полузащитник.

## Клубная карьера
Во взрослом футболе дебютировал в 1957 году выступлениями за клуб «Монпелье», в котором провёл два сезона, приняв участие в 76 матчах чемпионата. В течение 1959—1967 годов защищал цвета команды клуба «Валансьен».
Своей игрой за последнюю команду привлек внимание представителей тренерского штаба клуба «Олимпик» (Марсель), к составу которого присоединился в 1967 году. Сыграл за команду из Марселя следующие шесть сезонов своей игровой карьеры.
Завершил профессиональную игровую карьеру в клубе «Безье», за который выступал с 1973 по 1977 год.

## Карьера за сборную
В 1962 году дебютировал за сборную Франции. На протяжении карьеры в национальной команде, которая длилась 8 лет, провёл в форме главной команды страны 25 матчей, забив 1 гол.
В составе сборной был участником чемпионата мира 1966 в Англии.

## Достижения
«Олимпик»
- Обладатель Кубка Франции: 1968/69, 1971/72
- Чемпион Франции: 1970/71, 1971/72